# Ръженик (Драмско)
Ръженѝк (на гръцки: Χαράδρα, Харадра, до 1927 година Ραζενίκ, Разеник или Ράτσενικ, Раценик) е обезлюдено село в Република Гърция, разположено на територията на дем Драма в област Източна Македония и Тракия.

## География
Ръженик се намира на 800 m надморска височина в планината Боздаг, на 5 km североизточно от Мокрош (Ливадеро), в източното подножие на връх Помак Пацо (962 m).

## История

### Етимология
Според Йордан Н.Иванов името Ръженик или Рачник е производно от ръж и -ник, подобно на Просеник. Сравними са местните имена Ръжаник при Пекляни, Кочанско, Ръженика при Абланица, Неврокопско.

### В Османската империя
Съгласно статистиката на Васил Кънчов („Македония. Етнография и статистика“) към 1900 година в Рачник (Рачникъ) живеят 192 турци.

### В Гърция
След Междусъюзническата война в 1913 година Ръженик попада в Гърция. Според гръцката статистика през 1913 година в Резеник (Ρεζενίκ) живеят 393 души. В 1923 година жителите на Ръженик като мюсюлмани по силата на Лозанския договор са изселени в Турция и на тяхно място са заселени гърци бежанци. През 1927 година името на селото е сменено от Радибос (Ραδιμπός) на Аеторахи (Αετοράχη). През 1928 година в Радибош има заселени 18 гръцки семейства с 60 души – бежанци от Турция. Селото е отново обезлюдено по време на Гражданската война в Гърция.
| Година    | 1913 | 1920 | 1928 | 1940 | 1951 | 1961 | 1971 | 1981 | 1991 | 2001 | 2011 | 2021 |
| --------- | ---- | ---- | ---- | ---- | ---- | ---- | ---- | ---- | ---- | ---- | ---- | ---- |
| Население | 393  | 250  | 83   | 93   |      |      |      |      |      |      | 40   | 0    |